# Palacio Nacional (Haití)
El Palacio Nacional de Haití, también llamado Palacio Presidencial de Puerto Príncipe (en francés: Palais national o Palais présidentiel, y en criollo haitiano: Palè nasyonal o Palè prezidansyel), estaba localizado en Puerto Príncipe, la capital de Haití. Fue la residencia del presidente haitiano hasta el 12 de enero de 2010, cuando quedó destruido por el terremoto que afectó dicha ciudad.

## Historia

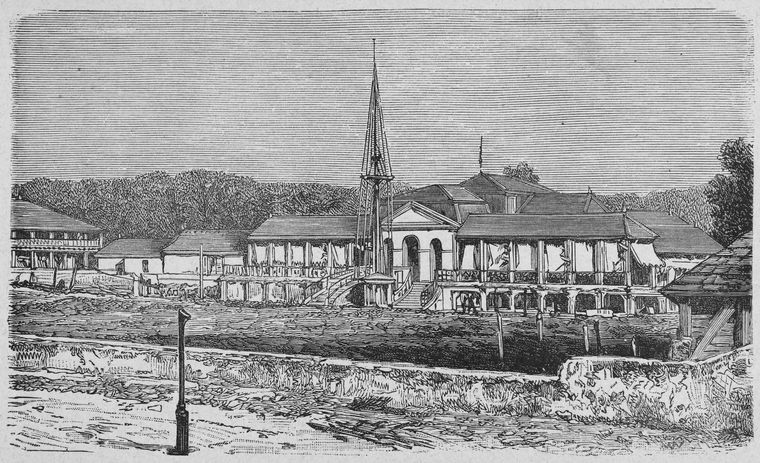
El primer Palacio Nacional, quemado durante la revuelta contra el presidente Sylvain Salnave en 1868.

El Palacio Nacional original, construido en el mismo sitio, fue destruido durante una rebelión en 1869. Posteriormente, en 1912, volvió a ser devastado por una explosión en la planta baja, que mató al entonces presidente Cincinnatus Leconte, quien había estado en el cargo durante un año y un día. Sin embargo, la familia del presidente logró escapar sin heridas.
El Palacio Nacional fue finalmente reconstruido en 1918 y diseñado por Georges Baussan (1874-1958), un famoso arquitecto haitiano e hijo de un exsenador haitiano que había estudiado en la École d'Architecture en París.
Al igual que otros edificios públicos de Haití, el Palacio Nacional de Baussan fue construido con la  arquitectura del Renacimiento francés, al estilo de Francia y sus territorios coloniales durante el siglo XIX, incluyendo el Ayuntamiento de Puerto Príncipe, otra creación de Baussan. El palacio contaba con tres niveles, y el pabellón de entrada presentaba un frontón pórtico con cuatro columnas jónicas. Su techo estaba adornado con tres cúpulas y algunas buhardillas, y todo el edificio destacaba por su color blanco.

### Época de los Duvalier
El Palacio fue la residencia oficial de la Familia Duvalier desde 1957 hasta que en 1986 Jean Claude "Baby Doc" se exilió a Francia. Los Duvalier daban fiestas fastuosas en este Palacio que llamaban la atención del mundo. Los ataques llevados a cabo contra François Duvalier "Papa Doc" por algunos militares fueron reprimidos con una especial dureza; en 1967 la explosión de algunas bombas en las cercanías del Palacio Presidencial acarreó la ejecución de veinte oficiales de la Guardia Presidencial. En esta ocasión, los barcos de la marina bombardearon durante casi todo el día el Palacio Nacional. Se dice que Papa Doc celebraba cotidianamente ceremonias vudú en el Palacio de Nacional, muchos de ellos ritos nocturnos con los cadáveres de sus enemigos.
Michèle Bennett Duvalier, ex primera dama de Haití y esposa de Jean-Claude Duvalier, remodeló considerablemente el Palacio, agregando acabados de lujo franceses, compró muebles estilo Luis XVI, e instaló un sistema de aire acondicionado que funcionó hasta la caída del edificio tras el terremoto. Tan sólo el vestidor de la primera dama contenía 17 espejos. El total de la decoración hecha por la ex primera dama al palacio fue de cuatro millones de dólares estadounidenses.

## Estado actual

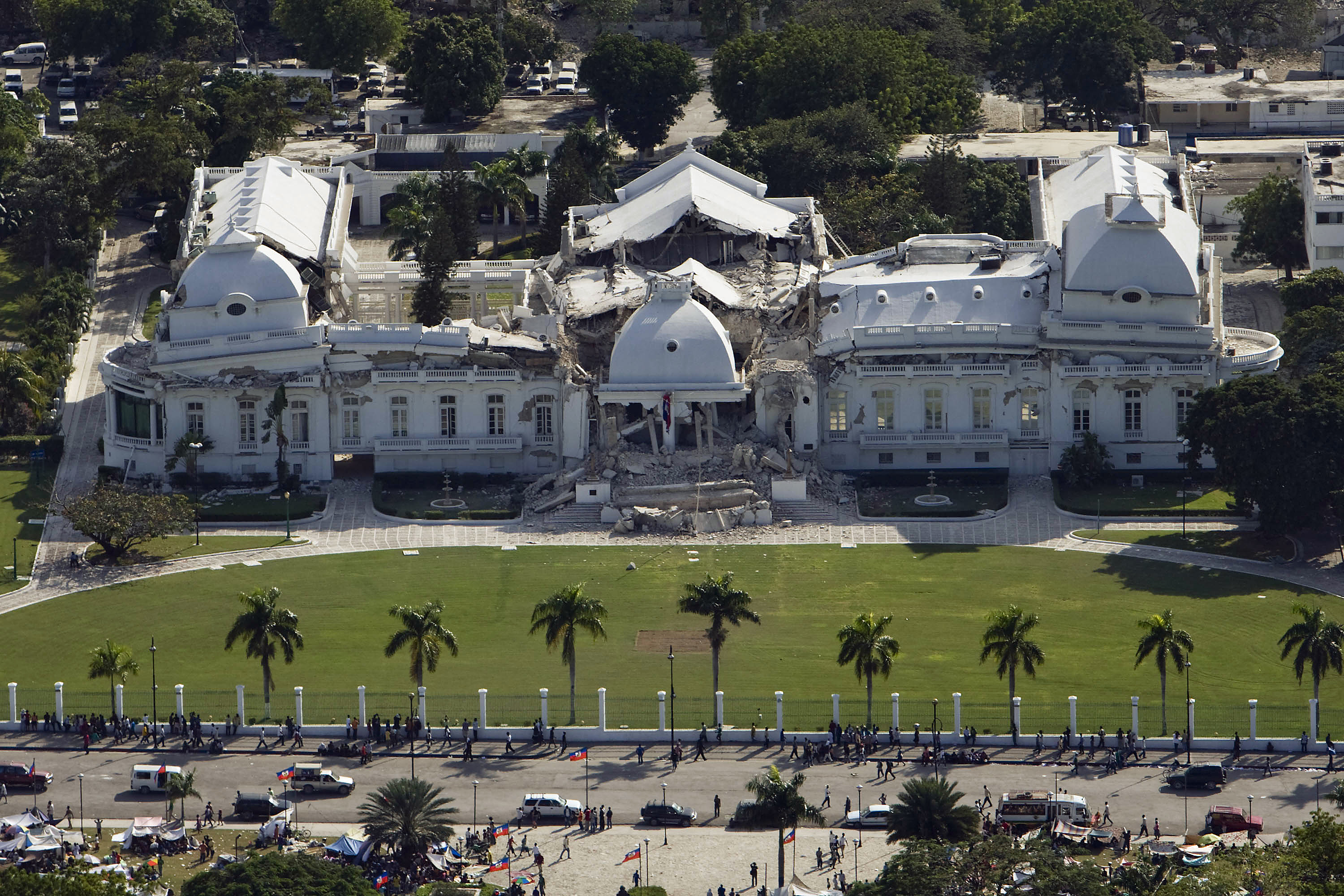
Estado del Palacio Nacional de Haití luego del terremoto de enero de 2010

El 12 de enero de 2010, el Palacio Nacional resultó prácticamente destruido por un terremoto de magnitud 7.0, cuyo epicentro se situó a unos 16 km de Puerto Príncipe. La segunda planta del edificio se derrumbó casi en su totalidad, y el ático cayó sobre ella, afectando también el pabellón central de columnas. Una sección que contenía el salón principal y la escalera principal quedó completamente devastada. El presidente René Préval y su esposa, que se encontraban en otra vivienda que apenas recibió daños, escaparon ilesos.

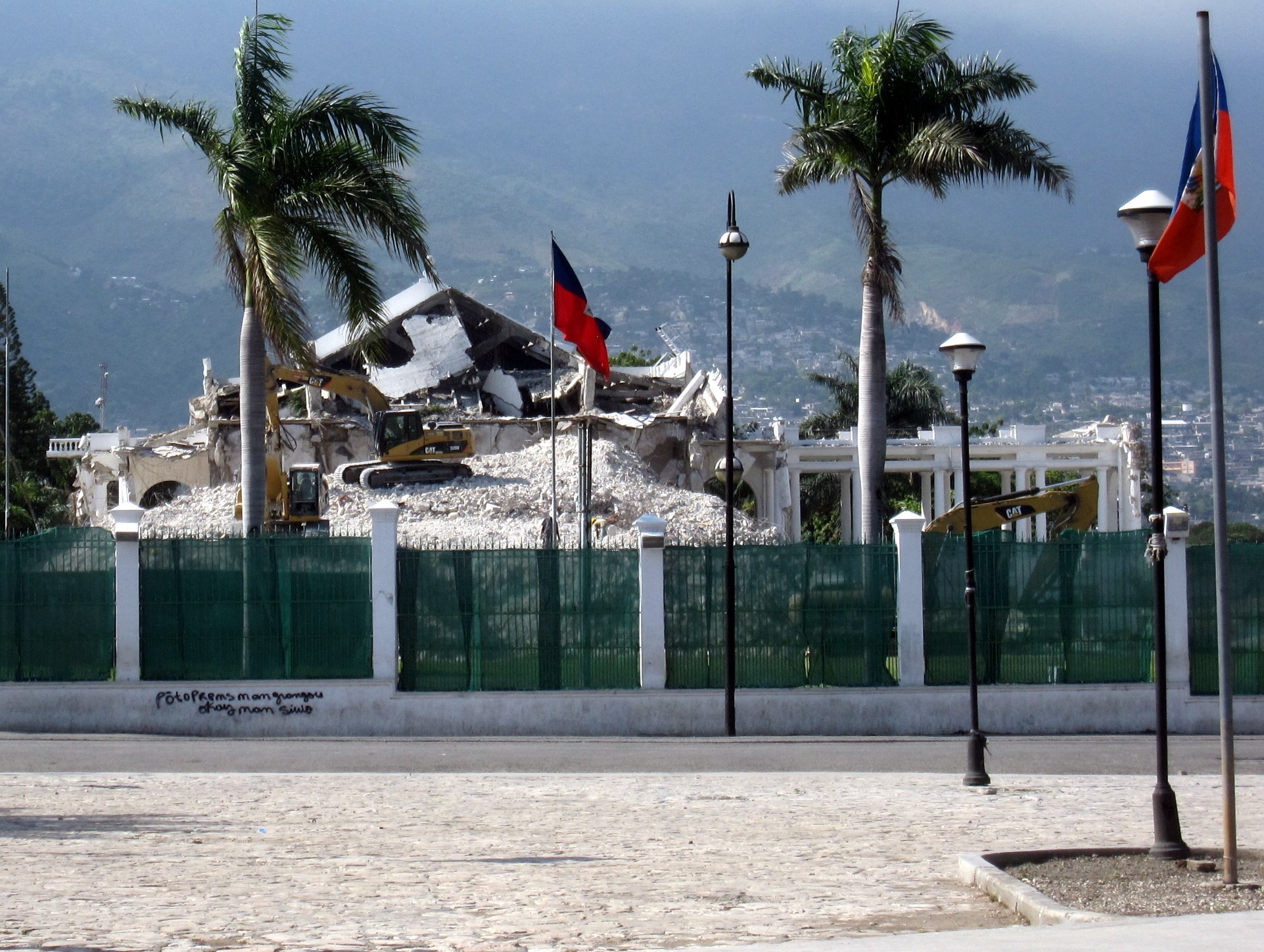
Demolición del Palacio Nacional de Haití en 2012

Poco después del terremoto, el embajador francés declaró que Francia estaba dispuesta a reconstruir el Palacio Nacional tal como era antes. "El embajador me dijo que Francia está dispuesta a reconstruir el Palacio Nacional tal como era", afirmó Préval en una rueda de prensa en la sede provisional de su gobierno, cercana al Aeropuerto Internacional Toussaint Louverture. En septiembre de 2012, comenzaron las tareas de demolición del palacio derruido. Sin embargo, hasta la fecha, el Estado haitiano aún no ha dado luz verde al inicio de los trabajos.